# Protoporphyrine

Protoporphyrine IX

Les protoporphyrines sont les intermédiaires de la biosynthèse de l'hème et de la chlorophylle.  
Elles appartiennent au groupe des tétrapyrroles contenant les éléments suivants dans une chaîne latérale :
- Groupe méthyl (4)
- Acide propionique (2)
- Vinyle (2)

## LesProtoporphyrines zinc sanguines(ouPPZ)
Les PPZ sont des composés qui peuvent se former anormalement dans les globules rouges et qui sont considérés comme de bons biomarqueurs. 

Un dosage anormalement élevé du taux sanguin de protoporphyrine zinc est associé à une inhibition de la production d'hème, ce qui indique une intoxication de type saturnine  (intoxication par du plomb ou un sel de plomb tel que chromate de plomb ; monoxyde de plomb ; sulfate de plomb ; tétroxyde de plomb ; acétate de plomb ; tétraméthyle de plomb ; tétraéthyle de plomb.. ) ou par le vanadium et/ou une déficience en fer (anémie)  Dans ce cas, au lieu d'incorporer un ion ferreux, pour former l'hème, la protoporphyrine IX, le précurseur immédiat de l'hème, intègre un ion zinc, formant une PPZ.

La valeur moyenne de protoporphyrine zinc (« Valeur de référence dans la population générale ») est en France inférieure à 3 µg/gramme de sang (Hb ; 45 µg/100 ml) qui sont les valeurs retenues dans le tableau des maladies professionnelles n° 1 du RG (Journal Officiel du 11 octobre 2008). Ces valeurs peuvent évoluer avec les connaissances scientifiques.

On considère en France qu'il y a saturnisme quand ce taux atteint ou dépasse 20 µg/g. Hb ; et que le taux sanguin de plomb (plombémie) atteint ou dépassent 500 µg/L.  Ce dosage est effectué par Détecteur de fluorescence (de 6 € à 19 € , prix moyen en 2009 15 €) ou par chromatographie liquide à haute performance avec détection par fluorescence (16 € en 2009) . Les valeurs de référence diffèrent selon les pays (Exemple, en Suisse ou au Canada, et dans certains pays elles n'ont pas été établies. Les taux moyens varient selon l'exposition moyenne de la population au plomb et à d'autres toxiques et peut-être selon des facteurs génétiques).

## Laprotoporphyrine IX
Le nombre (par exemple ici IX) indique la position des différentes chaînes latérales, mais historiquement, comme la nomenclature a grandi, elle a systématisé le nombre dans une partie seulement.
La protoporphyrine IX une « molécule porteuse » très commune et indispensable chez de nombreux organismes vivants en raison des propriétés biochimiques particulières que lui confèrent ses cations divalents.
- Avec l'ion Fer (Fe 2+) elle forme le corps de l'hème- (groupe de l'hémoglobine, de la myoglobine et beaucoup d'autres hèmes contenant des enzymes comme le cytochrome c et la catalase ;
- Complexée avec des ions magnésium (Mg 2+), la protoporphyrine IX constitue l'essentiel de la chlorophylle ;
- Complexée avec des ions zinc  (Zn 2+), elle constitue la protoporphyrine zinc.

La Protoporphyrine IX es un précurseur important et direct de l'hème. Elle est anormalement accumulée par des patients victimes de Protoporphyrie érythropoïétique, l'un des troubles génétiques de la biosynthèse de la voie de l'hème-. 

Il provoque notamment une photosensibilité sévère quand le patient est exposé au spectre de la lumière visible.

La sensibilité de la protoporphyrine IX à la lumière est utilisée dans certaines thérapies contre différentes formes de cancer (thérapie photodynamique).

## Autres fonctions
Les protoporphyrines remplissent d'autres rôles. 
- Elles renforcent par exemple la coquille d'œuf de certains oiseaux là où la coquille serait trop mince en raison d'un manque de calcium.
- C'est aussi un pigment brun ou rouge, utilisé par l'organisme de ces oiseaux pour colorer la coquille semble-t-il pour des raisons de sélection naturelle liée aux « stratégies » de camouflage ou de repérage par les parents. 
C'est le cas pour les œufs de la plupart des passereaux. Parmi les oiseaux nichant au sol, certaines espèces d'échassiers, mouettes, engoulevents et ganga, chez lesquelles l’œuf est ainsi mieux camouflé, et parmi les oiseaux dits parasites, comme le coucou, qui doivent imiter les œufs des hôtes passereaux afin qu'ils les adoptent. 
Les "ponctuations" colorées tendent à être plus marquées ou nombreuses quand l'environnement est pauvre en calcium, ou quand les œufs font partie d'une seconde ou troisième ponte.